# Villa d'Ogna
Villa d'Ogna är en ort och kommun i provinsen Bergamo i regionen Lombardiet i Italien. Kommunen hade 1 849 invånare (2018).